# Papa Inocêncio XIII
Inocêncio XIII, nascido Michelangelo dei Conti, (Roma, 13 de maio de 1655 — Roma, 7 de março de 1724) foi o Papa da Igreja Católica e Soberano dos Estados Papais entre 8 de maio de 1721 até data de sua morte.
O papa Inocêncio XIII era orientado para a reforma e impôs novos padrões de frugalidade, abolindo gastos excessivos. Ele tomou medidas para finalmente acabar com a prática do nepotismo, emitindo um decreto que proibia seus sucessores de conceder terras, escritórios ou renda a quaisquer parentes - algo contra o qual muitos cardeais esperavam que eles se tornassem papa e beneficiassem suas famílias.

## Biografia

### Início da vida
Michelangelo dei Conti nasceu em 13 de maio de 1655 em Poli, perto de Roma, filho de Carlo II, duque de Poli e Isabella d'Monti. Como o Papa Inocêncio III (1198 a 1216), o Papa Gregório IX (1227 a 1241) e o Papa Alexandre IV (1254 a 1261), ele era membro da família proprietária de terras de Conti, que detinha os títulos de condes e duques de Segni. Ele incluiu o brasão da família em seus brasões pontificiais.
Conti iniciou seus estudos em Ancona e depois com os jesuítas em Roma no Collegio Romano e depois na Universidade de Roma "La Sapienza". Depois de receber seu doutorado em direito canônico e direito civil, ele foi ordenado ao sacerdócio. Conti serviu como referendo da Assinatura Apostólica em 1691, mais tarde nomeado governador de Ascoli até 1692. Foi governador de Campagna e Marittima de 1692 a 1693 e governador de Viterbo de 1693 a 1695.
O Papa Inocêncio XII escolheu Conti como arcebispo titular de Tarso em 13 de junho de 1695 e recebeu sua consagração episcopal em 16 de junho de 1695 em Roma. Foi depois núncio na Suíça e em Portugal. Esteve 12 anos (1697-1710) em Portugal, como Núncio.

### Cardinalato
Em 7 de junho de 1706, Conti foi elevado ao cardinalado e foi nomeado cardeal-sacerdote de Santos Ciríaco e Julita sob o papa Clemente XI (1700–1721). Sua nomeação surgiu como a substituição de Gabriele Filippucci, que recusou o cardinalato. Ele receberia sua igreja titular em 23 de fevereiro de 1711. De 1697 a 1710, atuou como núncio papal no Reino de Portugal, onde acredita-se ter formado aquelas impressões desfavoráveis dos jesuítas que posteriormente influenciaram sua conduta em relação a eles. Enquanto esteve em Portugal, ele foi testemunha das primeiras experiências com aeróstatos do padre Bartolomeu de Gusmão.
Ele também foi transferido para Osimo como arcebispo em 1709 e mais tarde foi traduzido uma última vez para Viterbo e Toscanella em 1712. Ele também serviu como Camerlengo do Sagrado Colégio de Cardeais de 1716 a 1717 e renunciou ao cargo em sua diocese devido a doença. em 1719.

## Pontificado

### Eleição papal
Após a morte do Papa Clemente XI em 1721, um conclave foi chamado para escolher um novo papa. Foram necessárias 75 cédulas apenas para tomar uma decisão e escolher Conti como sucessora de Clemente XI. Depois que todos os candidatos pareciam escorregar, o apoio se voltou para Conti. As facções curiais também voltaram sua atenção para ele. Na manhã de 8 de maio de 1721, ele foi eleito. Ele escolheu o nome de Inocêncio XIII em homenagem ao Papa Inocêncio III. Em 18 de maio seguinte, ele foi solenemente coroado pelo protodeacon, cardeal Benedetto Pamphili.

### Ações
Em 1721, sua alta reputação de habilidade, aprendizado, pureza e uma disposição amável garantiram sua eleição para suceder Clemente XI como Papa Inocente XIII. Seu pontificado foi próspero, mas comparativamente sem intercorrências. Ele realizou dois consistórios que viram três novos cardeais elevados em 16 de junho de 1721 e 16 de julho de 1721.
A controvérsia dos ritos chineses que começou sob seu antecessor continuou durante seu reinado. Inocente XIII proibiu os jesuítas de prosseguir com sua missão na China e ordenou que nenhum novo membro fosse recebido na ordem. Essa indicação de suas simpatias encorajou alguns bispos franceses a se aproximarem dele com um pedido de retirada da bula Unigenitus, pela qual o jansenismo havia sido condenado; o pedido, no entanto, foi negado peremptoriamente.
O papa também ajudou os venezianos em suas lutas e também ajudou Malta em suas lutas contra os turcos.
Inocêncio XIII, como seu antecessor, mostrou muito favor a Jaime Francisco Eduardo Stuart, o "Velho Pretendente" ao trono britânico e o apoiou liberalmente. O primo do papa, Francesco Maria Conti, de Siena, tornou-se camareiro da pequena corte de James no palácio romano de Muti.

### Consistórios
Inocêncio XIII realizou dois consistórios nos quais nomeou três cardeais. Um desses novos cardeais era seu próprio irmão, Bernardo Maria Conti.

### Beatificações
Inocêncio XIII beatificou três indivíduos durante seu pontificado: João Nepomuceno (31 de maio de 1721), Dalmazio Moner (13 de agosto de 1721) e Andrea dei Conti (11 de dezembro de 1723).

### Doutor da Igreja
Em 1722, ele nomeou Santo Isidoro de Sevilha como Doutor da Igreja.

## Morte e legado

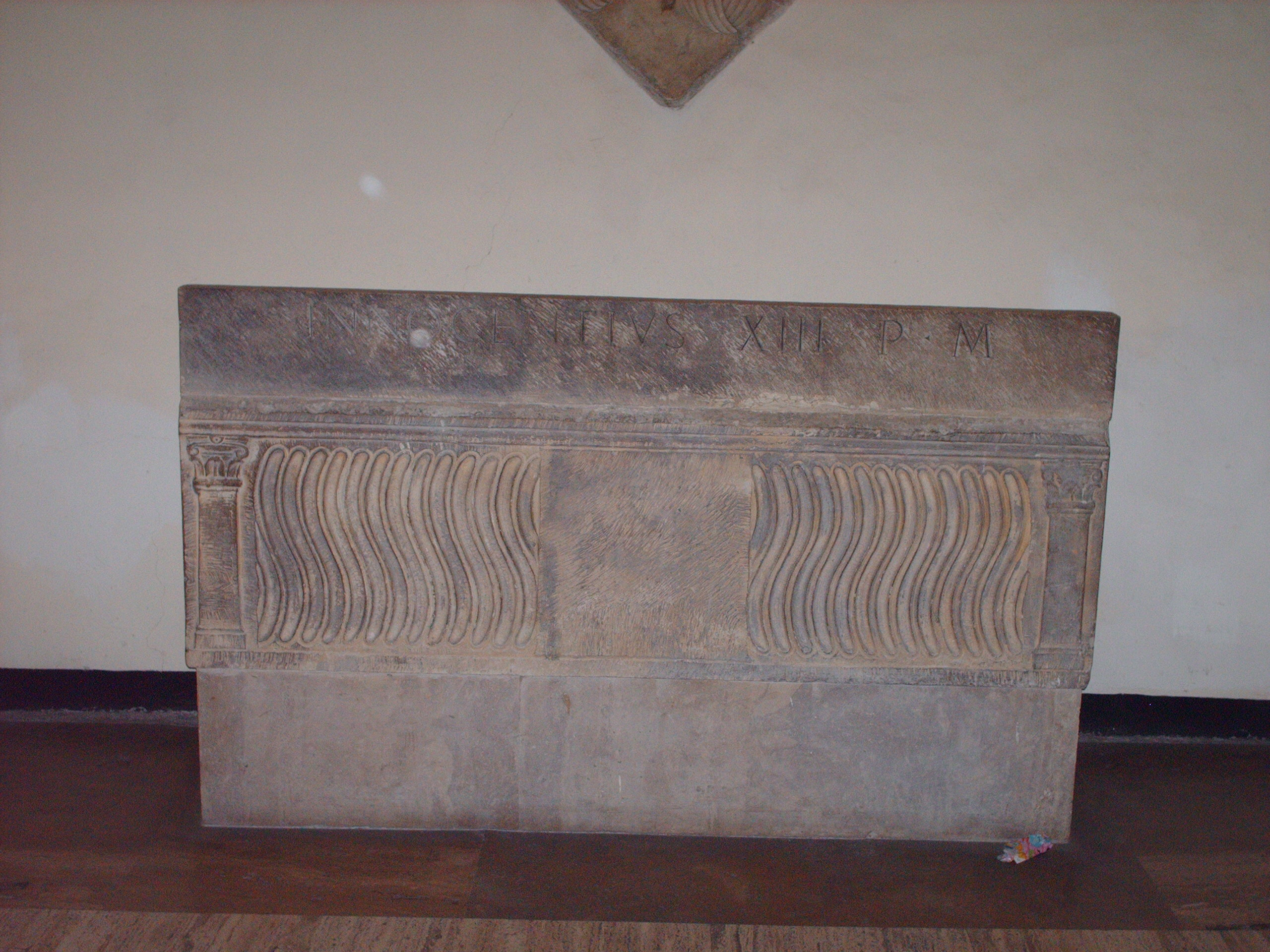
A tumba do Papa Inocente XIII

Inocêncio XIII adoeceu em 1724. Ele foi atormentado por uma hérnia da qual falava com ninguém além de seu criado. Em um ponto, ele explodiu e causou inflamação e febre. Inocêncio XIII pediu os últimos ritos, fez sua profissão de fé e morreu em 7 de março de 1724, aos 68 anos de idade. Seu pontificado não era digno de nota, uma vez que era prejudicado pelo sofrimento físico. Ele foi enterrado nas grutas da Basílica de São Pedro.
| “ | Inocêncio XIII poderia ter vivido mais alguns anos se tivesse sido mais moderado no comer e no beber e se seus médicos fossem menos ignorantes. Ele era um governante justo e honesto, sempre cumpriu sua palavra e, na verdade, estava inclinado a fazer mais do que havia prometido. Ele se mostrou grato àqueles que fizeram amizade com ele, uma qualidade realmente rara. Deu poucas audiências e, comparado a Clemente XI, mostrou pouco interesse pelo Pretendente. Terei correspondentes confiáveis no próximo conclave que me avisarão em tempo hábil se houver alguma intriga em andamento que possa prejudicar os interesses do Rei, favorecendo os do Pretendente. | ” |

—  John Walton, carta endereçada a Lord Carteret em março de 1724. 
Inocêncio XIII sofreu de uma hérnia cerca de três a quatro meses após sua eleição, mas também sofreu ataques agudos de dor devido a pedras nos rins. Mas Inocêncio XIII não fez nenhum favor a si mesmo com seu apetite excessivo e nenhum exercício. Ele também sofria de letargia que o fazia dormir muito. Em meados de fevereiro de 1724, seu sofrimento piorou a ponto de ele não conseguir mais se levantar, sofrendo de acúmulo de água nos membros inferiores, o que era um indício de graves problemas renais. Isso fez com que seus médicos temessem que ele pudesse desenvolver insuficiência cardíaca congestiva .  Em 3 de março, apesar de sua saúde debilitada, Inocêncio XIII começou a trabalhar assinando documentos, embora tenha dormido mal naquela noite e tenha tido um dia melhor em 4 de março. Na manhã de 5 de março, um dos médicos papais alimentou Inocêncio XIII com um purgante , porém o tiro saiu pela culatra e só agravou a hérnia. Uma tentativa de redução teve sucesso apenas parcial, resultando em uma hérnia estrangulada, enquanto o papa sentiu fortes dores na noite entre 5 e 6 de março. No entanto, uma inflamação grave se instalou rapidamente, fazendo com que o papa contraísse febre. Inocêncio XIII, já muito consciente do seu estado de saúde, pediu imediatamente o Viático , recebendo-o no dia 6 de março quando a sua família se reunia para vê-lo. No entanto, houve tentativas de fazer com que o papa nomeasse novos cardeais, simplesmente para criar facções mais fortes no conclave. Às 16h do dia 6 de março, ele assinou um codicilo ao seu testamento, e naquela noite pediu e recebeu a Extrema Unção . Inocêncio XIII morreu ao pôr do sol, por volta das 23h00 (horário de Roma) do dia 7 de março.
Em 2005, por ocasião dos 350 anos desde o nascimento do falecido pontífice, os cidadãos da vila de nascimento do falecido papa pediram à Santa Sé que introduzisse a causa da beatificação de Inocêncio XIII.

## Brasão
- Descrição: Escudo eclesiástico de goles com uma águia de asas abaixadas, xadrezada de sable e jalde, armada, bicada e coroada do último – armas dos Condes de Segni. O escudo está assente em tarja branca. O conjunto pousado sobre duas chaves decussadas, a primeira de jalde e a segunda de jalde, atadas por um cordão de goles, com seus pingentes. Timbre: a tiara papal de argente, com três coroas de jalde. Quando são postos suportes, estes são dois anjos de carnação, sustentando cada um, na mão livre, uma cruz trevolada tripla, de jalde.
- Interpretação: O escudo obedece às regras heráldicas para os eclesiásticos. Nele estão representadas as armas familiares do pontífice, os Condes de Segni, já presentes nos brasões dos papas: Inocêncio III, Gregório IX e Alexandre IV. O campo de goles (vermelho), simboliza o fogo da caridade inflamada no coração do Soberano Pontífice pelo Divino Espírito Santo, que o inspira diretamente do governo supremo da Igreja, bem como valor e o socorro aos necessitados, que o Vigário de Cristo deve dispensar a todos os homens. A  águia é símbolo de poder, generosidade e liberdade, e sua cor,  sable (preto), representa: sabedoria, ciência, honestidade e firmeza. O xadrezado é uma das nobres e antigas figuras da armaria não sendo dado senão a valentes e esforçados guerreiros, por sinal de seu valor e ousadia. (Asêncio, 45), é também emblema da milícia e modelo de estratégia militar, porque representa convencionalmente um campo de batalha. (Asêncio, 45) – como num jogo de xadrez, em que duas pessoas fazem mover, num tabuleiro, diferentes peças cujo objetivo é a tomada do rei do parceiro contrário e a defesa do seu, representa o exército em mordem de batalha, estando composto de quadros que simbolizam os batalhões e esquadrões. (Baron – Playbe, 256); e por seu metal e cor tem significado próprio, sendo que jalde (ouro) simboliza: nobreza, autoridade, premência, generosidade, ardor e descortínio e sable (preto), representa: sabedoria, ciência, honestidade e firmeza. Os elementos externos do brasão expressam a jurisdição suprema do papa. As duas chaves "decussadas", uma de jalde (ouro) e a outra de argente (prata) são símbolos do poder espiritual e do poder temporal. E são uma referência do poder máximo do Sucessor de Pedro, relatado no Evangelho de São Mateus, que narra que Nosso Senhor Jesus Cristo disse a Pedro: "Dar-te-ei as chaves do reino dos céus, e tudo o que ligares na terra será ligado no céu, e tudo o que desligares na terra, será desligado no céu" (Mt 16, 19). Por conseguinte, as chaves são o símbolo típico do poder dado por Cristo a São Pedro e aos seus sucessores. A tiara papal, usada como timbre,  recorda, por sua simbologia, os três poderes papais: de Ordem, Jurisdição e Magistério, e sua unidade na mesma pessoa.